# Airbus Helicopters H145
MBB-Kawasaki BK 117
Le MBB-Kawasaki BK117, renommé Eurocopter EC145 puis Airbus Helicopters H145 à la suite des changements de constructeurs, est un hélicoptère polyvalent biturbine destiné aux marchés civil, parapublic et militaire. Il est le résultat d'un développement conjoint de 1979 entre Messerschmitt-Bölkow-Blohm (MBB) et Kawasaki Heavy Industries (KHI).

## Historique
Le but du développement était de conserver le plus grand nombre possible des composants ayant fait leurs preuves sur son prédécesseur le BO105 tout en s'efforçant d'utiliser des technologies plus modernes et d'offrir plus de volume disponible à l'arrière de la cabine. Le manque d'espace au cours des missions de sauvetage était l'un des reproches adressés au BO105.
Le contrat de coopération signé par Ludwig Bölkow (MBB) et Teruaki Yamada (KHI) le 25 février 1977 prévoyait que MBB fournirait le nouveau rotor principal et ses éléments de commande et que KHI développerait la cellule et la boîte de transmission principale. Le prototype P2 fit son premier vol le 13 juin 1979 à Ottobrunn.
La division hélicoptères de MBB (aujourd'hui EADS) fusionna en 1992 avec la division hélicoptères d'Aérospatiale pour former Eurocopter, aujourd'hui Airbus Helicopters. Le BK117 (variante BK117 C-2) fut alors rebaptisé EC145 par souci d'homogénéité de la gamme de produits.
L'EC145 est proposé dans différentes versions : (évacuation sanitaire/hôpital volant/transport de passagers/VIP etc.) et peut être équipé d'un treuil. Il est très bien adapté pour les missions de secours. Plusieurs clubs automobiles et organismes de secours en possèdent une flotte importante.
Plus de 1 900 hélicoptères légers BK117/EC145/H145 ont été vendus dans le monde en 2023.
Cet appareil fait cependant l'objet d'une polémique très vive (bien que discrète) par suite des fracassements mortels survenus en 2003, 2006, et 2009.

## Versions

### Civiles

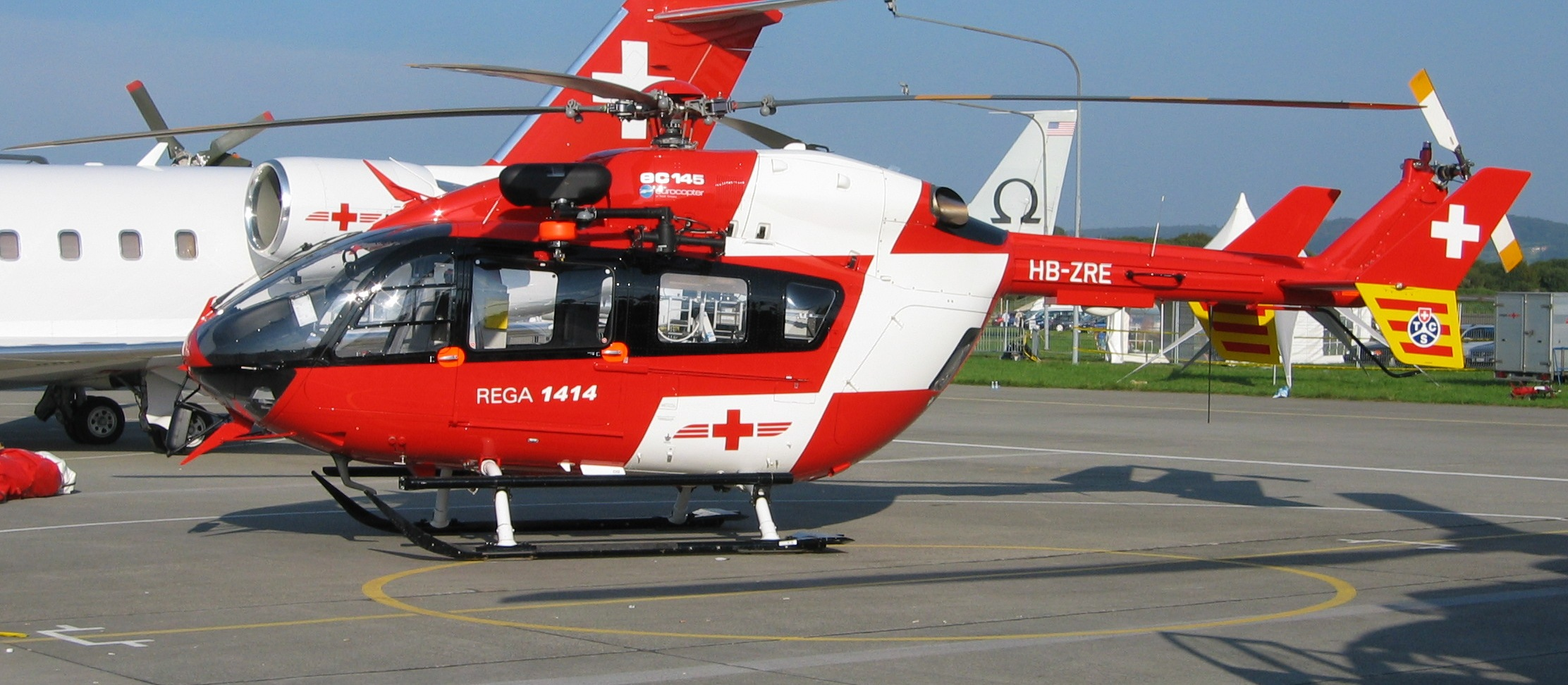
EC145 de la Garde aérienne suisse de sauvetage (REGA).

Les anciennes versions BK117 A et BK117 B-1 se distinguaient uniquement par leurs turbines de marques différentes mais de puissance égale. Le type B-2 possède des turbines plus puissantes d'Avco Lycoming et offre une masse maximale au décollage augmentée de 150 kg. Le BK117 C-1 est équipé de deux turbines Arriel 1E de Turboméca, possède un rotor arrière amélioré, une commande de puissance modernisée et peut ainsi atteindre de meilleures performances en altitude.
Vers le milieu des années 1990, la série BK117 subit une remise au standard qui donna naissance au BK117 C-2 rebaptisé et commercialisé depuis sous le nom EC145. En vérité, il s'agit d'une refonte complète. Le nouvel hélicoptère qui a fait son premier vol le 12 juin 1999 est le résultat d'un mélange entre un EC135 et un BK117. Il possède le poste de pilotage caractéristique de l'EC135, une cabine allongée par rapport au modèle précédent mais reste équipé d'un rotor anti-couple conventionnel comme le BK117 C-1. Ses moteurs sont désormais des Arriel 1E2. Le rotor principal a été complètement redessiné  mais, contrairement à celui de l'EC135, il n'est pas entièrement dépourvu d'articulations.
En mars 2011, Airbus Helicopters dévoile une nouvelle version, appelée EC145 T2. Annoncée avec un gain en performance de l'ordre de 25 % grâce à un nouveau moteur Arriel 2E, cette version propose aussi une avionique plus moderne et la différence visuelle se fait au niveau du rotor de queue avec un fenestron en lieu et place de l'hélice bipale. En 2015, la dénomination commerciale EC145 T2 a été remplacée par H145.
Airbus a dévoilé la dernière évolution du modèle, nommée BK117 D-3, le 4 mars 2019, lors du salon HELI-EXPO d'Atlanta. La dénomination commerciale de cette nouvelle version reste H145. Forte d'un nouveau rotor doté de 5 pales, plus compact, plus silencieux et pliable (en option), cette nouvelle mouture voit sa masse maximale augmenter de 150 kg, passant ainsi à 3800kg, notamment grâce à une réduction de la masse à vide de 50 kg. Il est possible de convertir les BK117 D-2 en D-3 grâce à un kit vendu par Airbus Helicopters.

### Militaires

#### UH-145, UH-72 Lakota

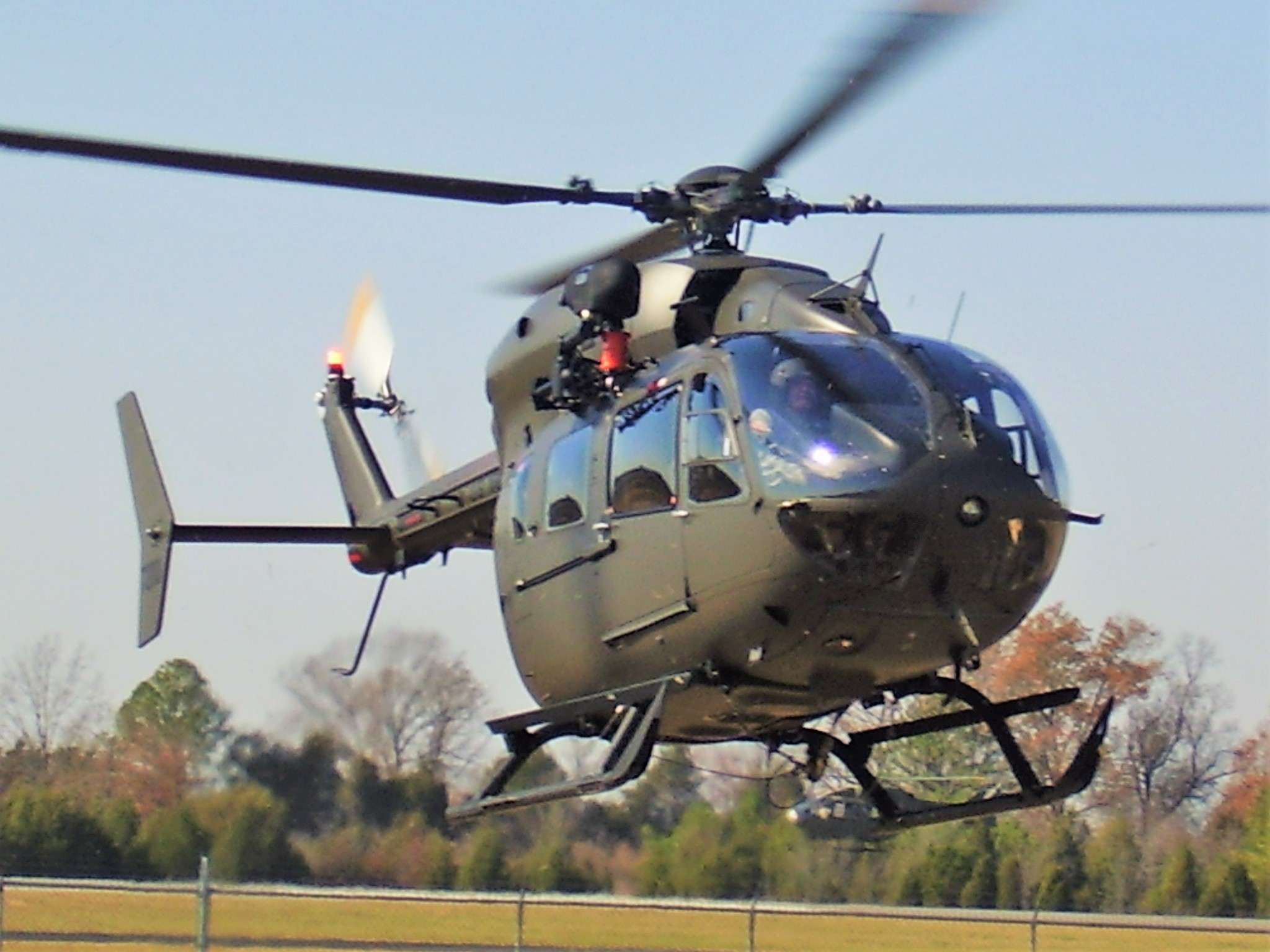
Un UH-72A Lakota de l'US Army.

Version militaire de l'EC145 et renommée UH-72A Lakota par l'US Army, elle a été sélectionnée en 2006 par ces derniers pour ses besoins en hélicoptères utilitaires légers. Elle est essentiellement mise en service au sein de la Garde nationale des États-Unis pour les missions destinées à garantir la sécurité du territoire (Homeland Security). Elle avait été sélectionnée dans le cadre de l'appel d'offres de l'US Army pour son programme d'hélicoptère léger Light Utility Helicopter (LUH). Elle est fabriquée par American Eurocopter à Columbus dans le Mississippi et Grand Prairie au Texas. La commande initiale, annoncée le 20 juin 2006, porte sur 322 appareils pour un montant d'environ 3 milliards de dollars. Une deuxième commande, notifiée le 26 novembre 2008, porte sur 39 appareils supplémentaires pour un montant de 208 millions de dollars. Les deux premiers appareils ont été livrés le 11 décembre 2006, les derniers le seront le 30 juin 2016.

#### UH645 T2/H145M

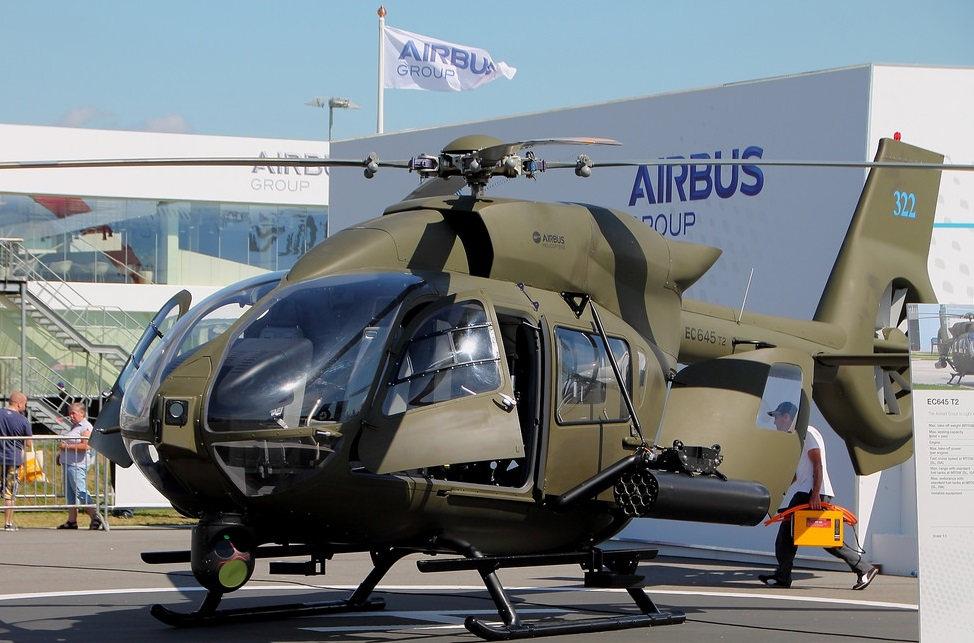
Un EC645 T2 au Salon du Bourget.

Version militaire de l'EC145 T2/H145. Elle a été présentée au salon Eurosatory en juin 2014 et a effectué son premier vol fin novembre 2014 sur le site de Donauwörth en Allemagne (immatriculé D-HADI) devant des représentants de l'armée allemande, premier client de cette version pour 15 exemplaires,. Cette version se distingue par l'intégration de deux nouveaux moteurs Turbomeca Arriel 2E à régulation numérique (Fadec) qui fournit un supplément de puissance de 25 % en bimoteur et de 45 % en monomoteur. Elle est capable d'emporter une masse maximale de 3,7 tonnes au décollage. Elle est aussi équipée de la suite avionique Helionix, de capacités de vision nocturne et d'un pilote automatique quatre axes. Elle présente enfin une capacité d'emport accrue grâce à son moteur plus puissant incluant nacelle canon, roquettes et missiles antichars. Elle est destinée dans un premier temps à équiper les forces spéciales allemandes à partir de la fin 2015. Elle est destinée à l'export, pour des clients nécessitant des hélicoptères polyvalents et ne pouvant pas acquérir des hélicoptères de combat comme le Tigre. Les deux premiers exemplaires sont livrés à la Heeresfliegertruppe de l'armée allemande le 8 décembre 2015.

## Utilisateurs
- Afrique du Sud
  - Force aérienne sud-africaine
  - Police sud-africaine
- Allemagne

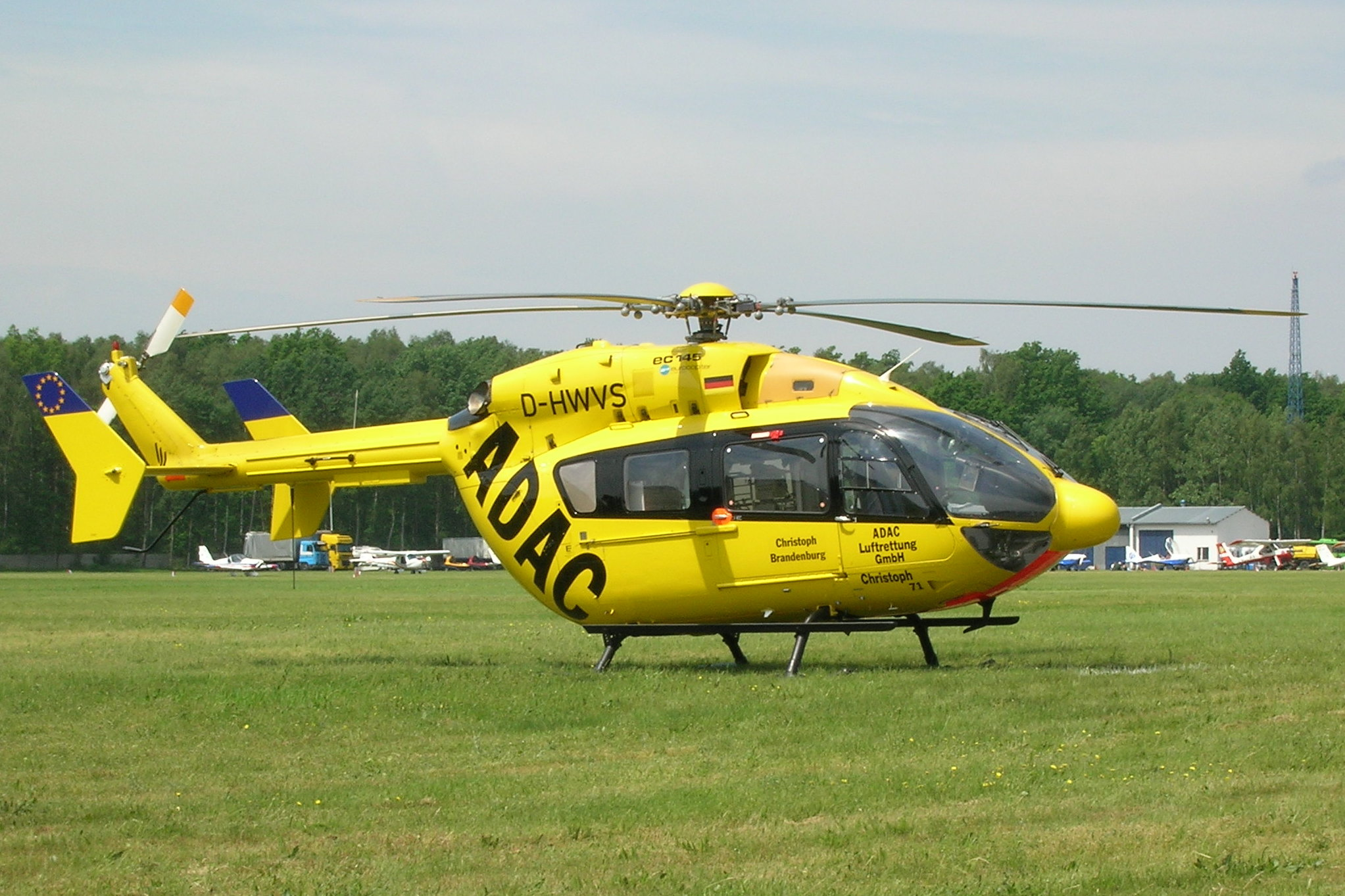
Un EC145 de l'automobile club allemand ADAC.

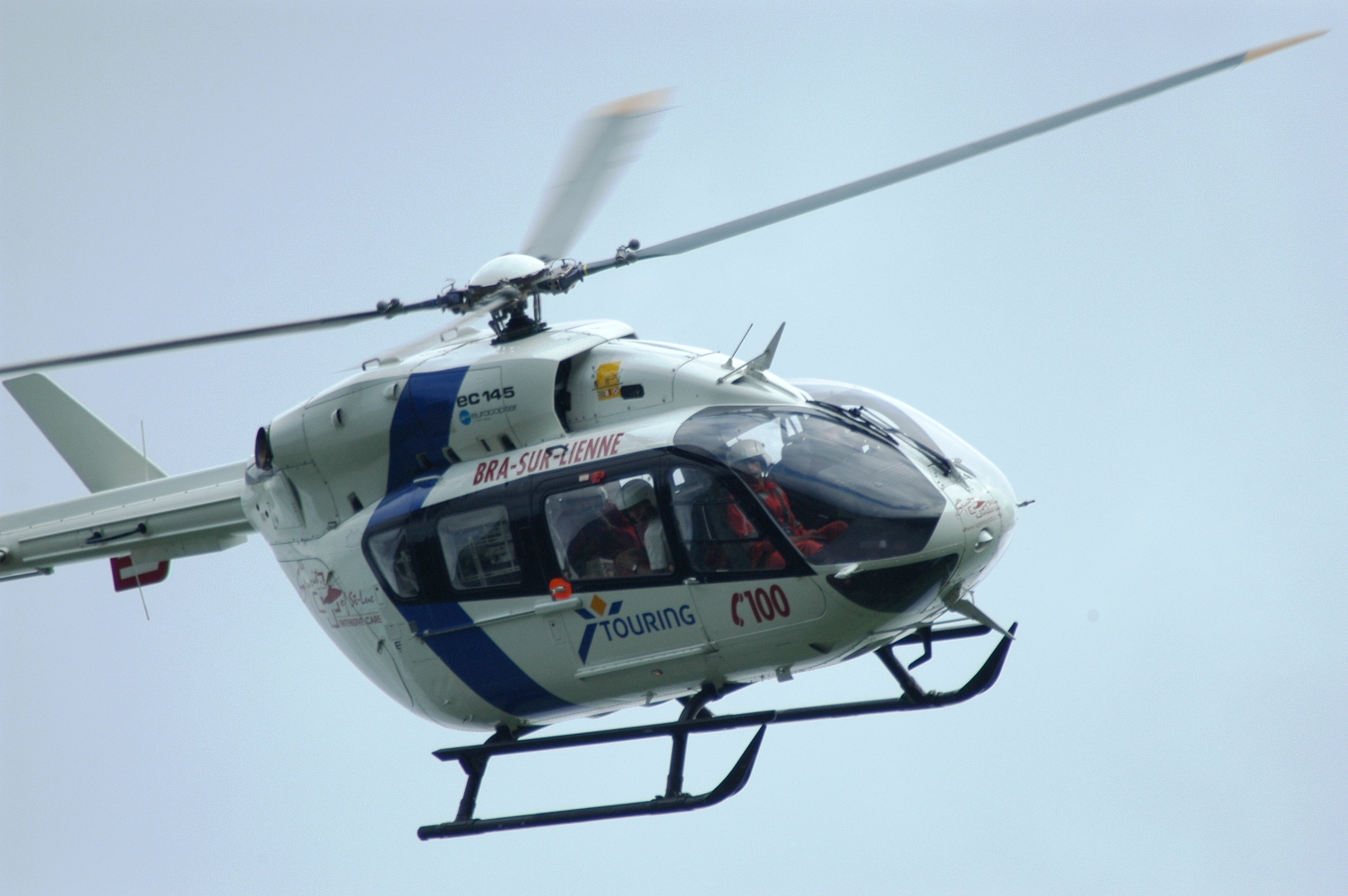
SMUH du Centre de Secours Médicalisé de Bra-sur-Lienne.

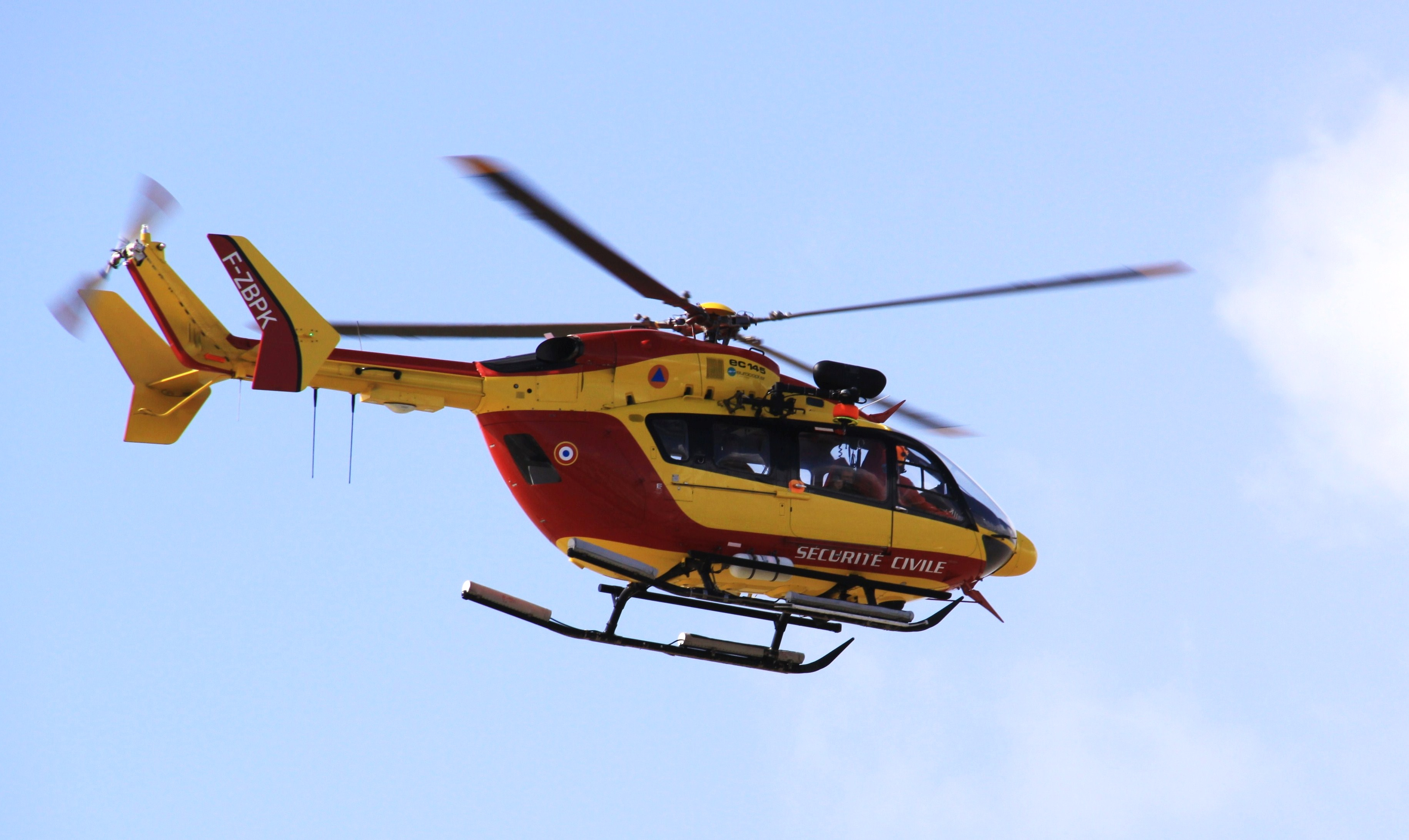
Un hélicoptère EC145 utilisé par la Sécurité Civile française.

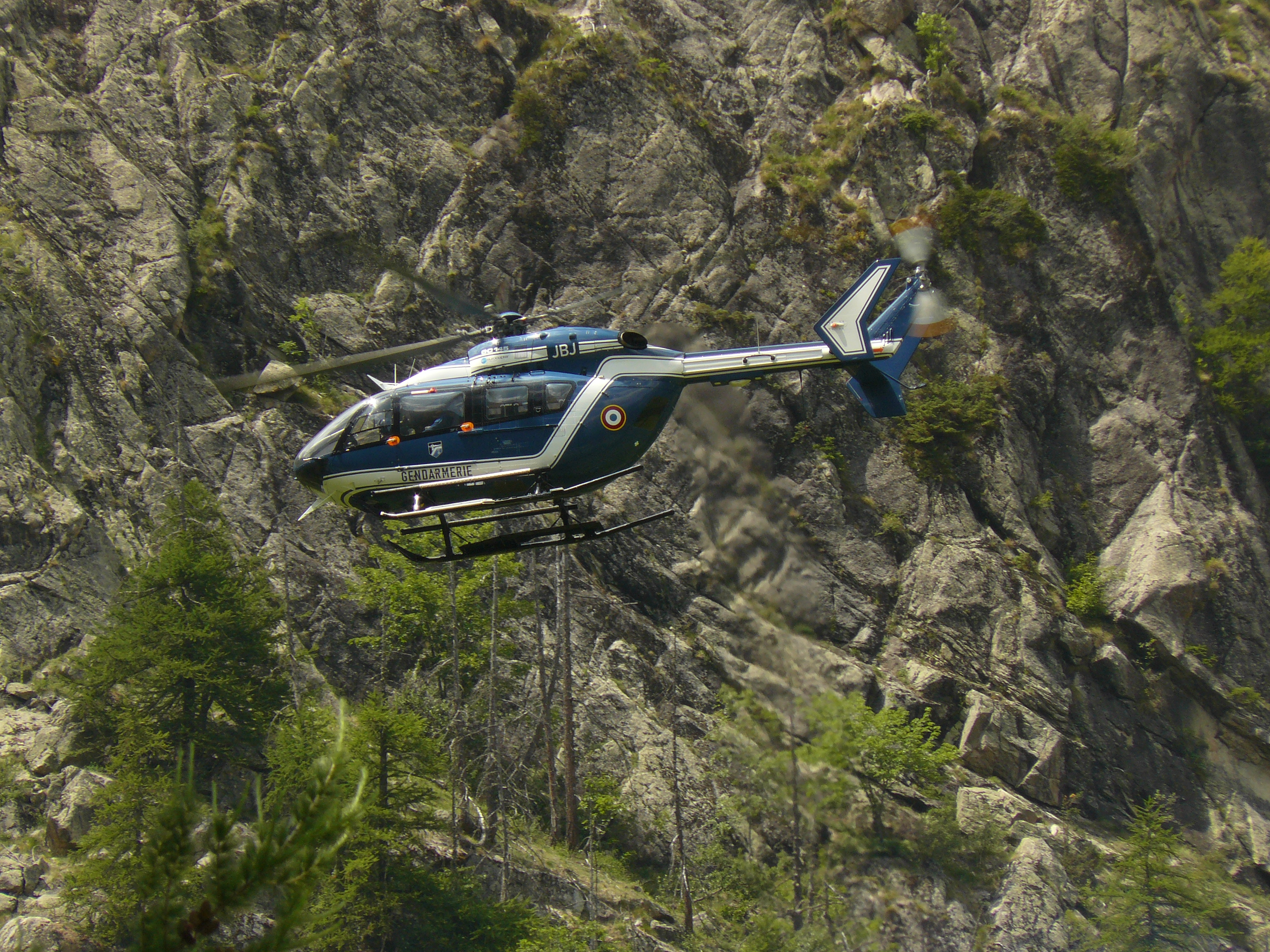
Le EC145 du détachement aérien de la Gendarmerie Nationale de Briançon lors d'une opération de secours dans le secteur d'Ailefroide dans le massif des Écrins.

  - Allgemeiner Deutscher Automobil-Club
  - DRF Luftrettung
  - Bundeswehr : 
    - Kommando Spezialkräfte : 15 EC645 T2 livrés entre 2015 et 2017 à la Luftwaffe [12], ils remplacent les MBB Bo 105.
    - Heeresfliegertruppe : 7 H145 commandés le 13 décembre 2018 pour des missions de recherche et sauvetage, livraison prévue en 2020/2021[13].
- Autriche
  - ARA flugrettung
- Australie
  - Service médical d'urgence de l'aire métropolitaine de Sydney
  - Service des pompiers de Nouvelle-Galles du Sud
  - Police de Nouvelle-Galles du Sud
  - Police d'Australie-Occidentale
- Belgique
  - SMUH/SMUR de Bra-sur-Lienne
  - Composante air, 1er wing: 15 H145M, livraison prévue 2025/2026
- Bophuthatswana : 
  - Force aérienne du Bophuthatswana (dissoute en 1994) - 2
- Canada
  - Sûreté du Québec [14]
- Espagne
  - Guardia Civil
- États-Unis
  - US Army - 361
  - US Navy : United States Naval Test Pilot School - 5
- France
  - Gendarmerie nationale
  - Sécurité civile
  - SAMU (Babcock, MBH Samu, SAF Aerogroup)
- Honduras : 
  - Force aérienne hondurienne : livraison des deux premiers sur quatre commandés à cette date sur le 16 octobre 2024, deux autres sont envisagés[15]
- Irak : 22 BK117 entre 1984 et 1989[16]
- Japon
  - Force maritime d'autodéfense japonaise
- Kirghizistan
  - Ministère des situations d'urgence[17]
- Kazakhstan - 45
- Luxembourg - 1 H145 (2023)
  - Luxembourg Air Rescue
- Malte
- Maroc
  - Groupement aérien de la gendarmerie royale - 5 EC145 acquis auprès de la Garde aérienne suisse de sauvetage en 2019 pour des missions de recherche et de sauvetage ainsi que pour des soins médicaux d'urgence[18]
- Serbie
  - Police serbe - 4 H145[19]
- Suisse
  - Garde aérienne suisse de sauvetage - 7 H145 depuis 2018, remplacent les EC145. 21 H145 D3 en commande qui remplaceront les H145 D-2 et les Agusta AW109SP Da Vinci d'ici fin 2026. Le premier appareil (HB-TIC), livré en décembre 2024, a été remis à la base Rega de Lausanne le 17 avril 2025.
- Thaïlande
  - Marine royale thaïlandaise - 5 EC645 T2 commandés en octobre 2014[20]. Les deux premiers exemplaires sont réceptionnés le 29 avril 2016[21]. 6 UH-72 commandés pour une livraison estimée en 2016[22].
- Ukraine :
  - Protection civile - 2 livrés et 10 commandés en juillet 2018 pour des missions de recherche et secours, de sécurité civile, et de services médicaux d'urgence ; leur livraison est prévue en 2018[23].

## Télévision
La série télévisée austro-allemande Medicopter présentait les aventures de deux équipes de sauvetage accomplissant une série d'opérations de sauvetage risquées à bord d'un BK117, immatriculé D-HECE puis un remplaçant « D-HEOE », masqué en « D-HECE ». La série de 81 épisodes a été diffusée à l'antenne de RTL en Allemagne et de ORF en Autriche, de 1998 à 2004.

## Accidents en France
- le 20 juillet 2003, un EC145 (F-ZBPC) de la sécurité civile de la base de Pau (Pyrénées-Atlantiques) indicatif Dragon 64 s'écrase à proximité du pic de l'Arbizon (Hautes-Pyrénées) après avoir secouru un randonneur bloqué dans une paroi, faisant un mort (un CRS du secours en montagne) et cinq blessés dont deux graves. Raison probable : turbulences autour des sommets, les hélicoptères du Tour de France, qui passent à proximité, étant bloqués au sol, les rafales étant trop fortes[24];
- le 5 juin 2006, un EC145 (F-ZBPB) de la sécurité civile de la base de Pau indicatif Dragon 64 (indicatif repris après le crash du précédent) s'écrase près du cirque de Gavarnie (Hautes-Pyrénées) lors d'un exercice de secours, faisant trois morts et un blessé grave. Un défaut de puissance sur le rotor arrière serait à l'origine de ces deux accidents, plus précisément un manque de puissance en haute altitude (proche de 3 000 mètres)[25];
- 25 avril 2009 à 19h35, un EC145 (F-ZBPR) de la sécurité civile de la base de Bastia-Poretta (Haute-Corse) indicatif Dragon 2B décolle du centre de secours de Ponte-Leccia (Haute-Corse) et heurte un relief avant de s'écraser avec le pilote, le mécanicien opérateur de bord, un médecin du SAMU et une jeune femme enceinte dans les montagnes près du village perché de Rutali. L'appareil, qui survolait le défilé du Lancone, une chaîne montagneuse au sud-ouest de Bastia a disparu des écrans radar alors qu'il aurait dû être arrivé à destination. L'épave est localisée en plusieurs morceaux dans la nuit, à 3 h 30. Les corps des quatre victimes de l'accident d'hélicoptère arrivent à bord de véhicules de secours, le 26 avril 2009[26]. Contrairement à ce qui a été indiqué dans la presse, seuls quatre corps ont été retrouvés à bord et les éléments retrouvés dans l'épave ont permis de déterminer que la jeune femme n'avait pas accouché pendant le vol[27].
- 20 mai 2016 : un EC145 du Détachement Aérien de la Gendarmerie de Tarbes s'écrase durant une mission en altitude à Cauterets. Le bilan fait état de quatre morts[28]. L’hypothèse privilégiée serait l'erreur humaine, l'appareil aurait touché accidentellement une paroi rocheuse[29].
- 2 décembre 2019 : Un EC145 de la sécurité civile de la base de Nîmes (Gard) indicatif Dragon 30 s'écrase en lisière de la commune du Rove dans les Bouches-du-Rhône[30] peu après son décollage de la base de Marignane pour effectuer un vol de reconnaissance et de sauvetage dans le Var au cours d'un épisode méditerranéen[31]. Les trois membres d'équipage, un pilote et un mécanicien opérateur de bord du Gard ainsi qu'un sapeur-pompier sauveteur en eau vive de Martigues[32], périssent.
- 12 septembre 2021: un EC145 (F-ZBQG) de la sécurité civile, Dragon 38 s'écrase, le crash à Villard-de-Lans (Isère) a fait un mort, le mécanicien et quatre blessés. L’hélicoptère était en phase d’approche afin de secourir un vététiste lorsque le crash s’est produit[33].

## Complément